# ワダソウ
ワダソウ（和田草、学名：Pseudostellaria heterophylla）は、ナデシコ科ワチガイソウ属の多年草。別名、ヒメワダソウ。

## 特徴
小型の多年草。主根は紡錘状に肥厚し肉質で、地下に真直に伸びる。茎は単生し、直立して高さ10-20cmになり、分枝しないで、2列になる短毛が生える。葉に2型があり、上部につく葉は2対が接近して対生するので4輪生状に見え、広卵形から菱状卵形になり、長さ2-6cm、幅8-20mmで、先は鈍頭から鋭頭、基部は狭まって柄状、縁は波状縁になる。下部につく葉は2-4対が対生し、線状へら形から楕円形で、長さ3-6cm、基部は狭まって柄状になる。上部および下部の葉ともに、葉の裏面の葉脈中脈上にまばらに毛が生える。
花期は4-5月。花の径は約1cm、葉腋から花柄を出し頂部に単生するか、2-10個が散形状の花序につく。花柄は長さ1-2cmになり、軟毛が密生する。萼片は5個あり、楕円形から披針形になり長さは4-6mm、先端は鈍頭または鋭尖頭になり、背面に軟毛が生えるかまたは無毛。花弁は白色で5個あり、倒卵形で長さ6-8mm、先端は浅くへこむ。雄蕊は10個あり、葯は赤褐色になる。花柱は2-3個ある。果実は蒴果となり、卵球形で径は約5mm、5個に平開して裂ける。種子は褐色で、扁円形から腎円形で扁平、径約2mmで円錐状突起がある。
下部の葉腋に閉鎖花がつく。閉鎖花の花柄は短く、萼片は4個、雄蕊は2個、花柱は3個ある。

## 分布と生育環境
日本では本州（岩手県以南）、九州北部に分布し、平野部の丘陵地や山地の夏緑林の林内や林縁に生育する。国外では朝鮮半島、中国大陸（東北部・中部・南西部）に分布する。

## 名前の由来
和名ワダソウは、「和田草」の意で、本種の基準産地である長野県小県郡長和町と諏訪郡下諏訪町の間にある和田峠の名にちなむ。和田峠は中山道にある峠で、かつては難所であった。
種小名（種形容語）heterophylla は、hetero + phylla で、「異なった～」「種々の～」+「葉の」の意味。

## 分類
葉に2型があって、上部の葉が見かけ上輪生状につき、下部の葉が線状へら形で対生するようすは、同属のヒゲネワチガイソウに似るが、ヒゲネワチガイソウの花柄は無毛で、花弁が5-7個あり、線状へら形から倒披針形で先端がへこまないのに対し、本種の花柄には短毛が密生し、花弁は5個あり、倒卵形で先端がへこむことが異なる。また、ヒゲネワチガイソウは花が単生するが本種は1-10個の花がつく。

## ギャラリー
- 葉の裏面の主脈上に毛が生える。茎に2列の毛が生える。
- 花弁の先は浅くへこむ。雄蕊は10個、花柱は3個ある。